# The Charming Deceiver
The Charming Deceiver er en amerikansk stumfilm fra 1921 af George L. Sargent.

## Medvirkende
- Alice Calhoun som Edith Denton Marsden
- Jack McLean som Frank Denton
- Charles Kent som John Adams Stanford
- Eugene Acker som Don Marsden
- Roland Bottomley som Richard Walling
- Robert Gaillard som Duncan